# Лирски паралелизам
Лирски паралелизам је термин стилистике за подврсту стилске фигуре понављања и означава понављање реченичних делова или читавих реченица. Једно је од основних стилских средстава поезије.
Основни организациони принцип песничког језика, метар, настаје понављањем одређеног сталног распореда прозодијских сигнала: слога, дужине, јачине или висине. Понављати се могу и други елементи језика, па се општи појам понављања у античкој реторици рашчлањивао у многобројне подврсте, од којих се данас разликују углавном следеће:
- понављање гласова: алитерација, асонанца, рима
- понављање речи: анафора, епифора, симплоха, анадиплоза; у ширем смислу овде се убрајају и понављања самог значења уз други облик (синонимија) и самог облика уз друго значење (хомонимија)
- понављање нових елемената речи (полиптотон), синтаксичких образаца и већих говорних целина: у поезији се понављају стихови или читаве строфе, посебна врста таквог понављања је рефрен.